# Hasle-Løren Idrettslag
Hasle-Løren Idrettslag (grundlagt 1. juli 1911 som  Hasle Fodboldklub ) er en Norsk sportsklub fra Løren i Oslo. Sportsholdet har i øjeblikket grupper for fodbold, håndbold, innebandy, ishockey, skiløb og cykling. Hasle-Lørens ishockeyhold vandt Norsk mesterskab tre gange i 1970'erne, og klubben blev også Norsk mester i bandy for kvinder seks år i træk fra 1989 til 1994.
Hasle-Løren ligger på Refstad i et grønt område, som har et større anlæg (Løren Idrettspark) med innebandysal, kunstgræsbane, volleyballbane, basketballbane og klubhus.

## eksterne links
- Officiel hjemmeside